# Giuseppe de Majo
Giuseppe de Majo (Nàpols, Campània, 5 de desembre de 1697 – 18 de novembre de 1771) fou un compositor i organista italià del temps del Barroc. Fou el pare del també compositor Gian Francesco de Majo.
Compositor pertanyent a l'escola napolitana. La seva família el volia dedicar a l'advocacia, la qual abandonà als vint anys per estudiar música sota la direcció de Scarlatti. Succeí a Durante en el lloc de mestre de capella del la palatina i deixà diverses composicions religioses i les òperes Lo finto laccheo (1725 i Lo vecchio avaro (1727).